# Aluligera grossa
Aluligera grossa är en tvåvingeart som beskrevs av Richards 1955. Aluligera grossa ingår i släktet Aluligera och familjen hoppflugor.
Artens utbredningsområde är Kongo. Inga underarter finns listade i Catalogue of Life.